# البنك الأهلي اليمني
البنك الأهلي اليمني تأسس البنك الأهلي اليمني في عام 1969. ويعد واحدًا من أكبر البنوك التجارية ومساهمًا في التنمية الاقتصادية والاجتماعية في اليمن. والبنك مملوكا بالكامل للدولة تحت إشراف وزير المالية.

## وصلات ذات صلة
- "البنك الأهلي اليمني".